# Championnat d'Afrique féminin de basket-ball 1974
Navigation
Togo 1970 Sénégal 1977
Le championnat d'Afrique féminin de basket-ball de la FIBA 1974 est le 4e championnat FIBA Afrique pour les femmes, placé sous l’égide de la FIBA, instance mondiale régissant le basket-ball.
Le tournoi est organisé par la Tunisie du 24 au 31 décembre 1974 à Tunis. Il est remporté par le Sénégal qui bat le pays hôte en finale.

## Compétition

### Premier tour

#### Groupe A
| Groupe A |                           |     |   |   |   |     |     |      |
|          | Équipe                    | Pts | J | G | P | PP  | PC  | Diff |
| 1        | Sénégal                   | 8   | 4 | 4 | 0 | 286 | 192 | +94  |
| 2        | Tunisie                   | 7   | 4 | 3 | 1 | 235 | 203 | +32  |
| 3        | Mali                      | 6   | 4 | 2 | 2 | 242 | 250 | −8   |
| 4        | République centrafricaine | 5   | 4 | 1 | 3 | 241 | 270 | −29  |
| 5        | Algérie                   | 4   | 4 | 0 | 4 | 186 | 275 | −89  |

#### Groupe B
| Groupe B |         |     |   |   |   |     |     |      |
|          | Équipe  | Pts | J | G | P | PP  | PC  | Diff |
| 1        | Égypte  | 6   | 3 | 3 | 0 | 201 | 123 | +78  |
| 2        | Togo    | 5   | 3 | 2 | 1 | 131 | 138 | -7   |
| 3        | Nigeria | 4   | 3 | 1 | 2 | 159 | 168 | -9   |
| 4        | Guinée  | 3   | 3 | 0 | 3 | 125 | 187 | -62  |

### Tour final
|  | Demi-finales | Demi-finales | Demi-finales | Demi-finales |                               |         | Finale      | Finale      | Finale      | Finale      |
|  |              |              |              |              |                               |         |             |             |             |             |
|  | 30 décembre  | 30 décembre  | 30 décembre  | 30 décembre  |                               |         | 31 décembre | 31 décembre | 31 décembre | 31 décembre |
|  | Sénégal      | Sénégal      | 60           | 60           |                               |         | 31 décembre | 31 décembre | 31 décembre | 31 décembre |
|  | Sénégal      | Sénégal      | 60           | 60           |                               |         | 31 décembre | 31 décembre | 31 décembre | 31 décembre |
|  | Togo         | Togo         | 30           | 30           |                               |         | 31 décembre | 31 décembre | 31 décembre | 31 décembre |
|  | Togo         | Togo         | 30           | 30           | Sénégal                       | Sénégal | 47          | 47          |             |             |
|  | 30 décembre  |              |              |              | Sénégal                       | Sénégal | 47          | 47          |             |             |
|  |              |              | Tunisie      | Tunisie      | 44                            | 44      |             |             |             |             |
|  | Égypte       | Égypte       | Tunisie      | Tunisie      | 44                            | 44      | 46          | 46          |             |             |
|  | Égypte       | Égypte       |              |              |                               |         |             | 46          |             |             |
|  | Tunisie      | Tunisie      | 47           | 47           |                               |         |             |             |             |             |
|  | Tunisie      | Tunisie      | 47           | 47           | Match pour la troisième place |         |             |             |             |             |
|  |              |              |              |              |                               |         |             |             |             |             |
|  | 31 décembre  |              |              |              |                               |         |             |             |             |             |
|  | Égypte       | Égypte       | 56           | 56           |                               |         |             |             |             |             |
|  | Égypte       | Égypte       | 56           | 56           |                               |         |             |             |             |             |
|  | Togo         | Togo         | 34           | 34           |                               |         |             |             |             |             |
|  | Togo         | Togo         | 34           | 34           |                               |         |             |             |             |             |

## Classement final
| Place                       | Équipes                   | V-D |
| --------------------------- | ------------------------- | --- |
| Médaille d'or, Afrique      | Sénégal                   | 6–0 |
| Médaille d'argent, Afrique  | Tunisie                   | 4-2 |
| Médaille de bronze, Afrique | Égypte                    | 4-1 |
| 4                           | Togo                      | 2-3 |
| 5                           | Nigeria                   | 3-2 |
| 6                           | République centrafricaine | 2-4 |
| 7                           | Guinée                    | 1-4 |
| 8                           | Mali                      | 2-4 |
| 9                           | Algérie                   | 0-4 |